# Apache Cassandra
Apache Cassandra — вільна та відкрита розподілена з широким стовпчиком noSQL система керування базами даних, яка створена для роботи з високомасштабованими і надійними сховищами величезних масивів даних.
Cassandra надає надійну підтримку кластерів, що охоплюють численні датацентри та забезпечує високу доступність даних та працює без точкових відмов з асинхронною нецентралізованою реплікацією даних, що дозволяє для всіх користувачів виконувати операції з низькою затримкою.
Промислові рішення на базі Cassandra розгорнуті для забезпечення сервісів таких компаній, як Cisco, IBM, Cloudkick, Reddit, Digg, Rackspace і Twitter.

## Історія
Авінаш Лакшман, один з розробників Dynamo, та Прашант Малік почали розробку Cassandra в надрах Facebook з метою створення потужної функції пошуку. Facebook випустила БД як проєкт з відкритим кодом на Google Code у липні 2008 року. А вже в 2009 році була передана під оруду фонду Apache Software Foundation. У лютому 2010 року була оцінена як проєкт найвищої важливості.
Розробники назвали базу даних на честь міфологічної троянської пророчиці Кассандри з аллюзією на прокляття оракула (англ. Oracle).
Станом на 2011 рік найбільший кластер серверів, котрий обслуговує єдину БД Cassandra, налічував понад 400 машин і містив дані розміром понад 300 Тб.

## Огляд
СКБД Cassandra написана на мові Java і об'єднує в собі повністю розподілену hash-систему Dynamo, що забезпечує практично лінійну масштабованість при збільшенні обсягу даних. Cassandra використовує модель зберігання даних на базі сімейства стовпців (ColumnFamily), що відрізняється від систем подібних до memcachedb, які зберігають дані лише у зв'язці ключ/значення, можливістю організувати зберігання хешей з кількома рівнями вкладеності. Cassandra відноситься до категорії сховищ підвищено стійких до збоїв: поміщені в БД дані автоматично реплікуються на кілька вузлів розподіленої мережі або навіть рівномірно розподіляються до декількох дата-центрів. При збої вузла, його функції на льоту підхоплюються іншими вузлами. Додавання нових вузлів у кластер і оновлення версії Cassandra виробляється на льоту, без додаткового ручного втручання і переконфігурації інших вузлів.
Для спрощення взаємодії з БД підтримується мова формування структурованих запитів CQL (Cassandra Query Language), яка на перший погляд нагадує SQL, але істотно урізана в функціональності. Наприклад, можна виконувати тільки найпростіші запити SELECT з вибіркою за певною умовою, але без підтримки сортування та групування. Додавання та оновлення даних здійснюється через вирази UPDATE або INSERT. Вони схожі за поведінкою і додають новий запис якщо запис відсутній або оновлюють існуючий. З можливостей можна відзначити підтримку просторів імен і сімейств стовпців, створення індексів через вираз «CREATE INDEX». Драйвери з підтримкою SQL підготовлені для мов Python, Java (JDBC/DBAPI2) і JavaScript (Node.js).

## Виноски
1. ↑  https://projects.apache.org/json/projects/cassandra.json
2. ↑  https://cassandra.apache.org/_/download.html
3. ↑  Casares, Joaquin (5 листопада 2012). Multi-datacenter Replication in Cassandra. DataStax. Архів оригіналу за 11 вересня 2018. Процитовано 25 липня 2013. Cassandra’s innate datacenter concepts are important as they allow multiple workloads to be run across multiple datacenters…
4. ↑  Hamilton, James (12 липня 2008). Facebook Releases Cassandra as Open Source. Архів оригіналу за 6 липня 2014. Процитовано 4 червня 2009.
5. ↑  Is this the new hotness now?. Mail-archive.com. 2 березня 2009. Архів оригіналу за 25 квітня 2010. Процитовано 29 березня 2010.
6. ↑  Cassandra is an Apache top level project. Mail-archive.com. 18 лютого 2010. Архів оригіналу за 28 березня 2010. Процитовано 29 березня 2010.
7. ↑  The meaning behind the name of Apache Cassandra. Архів оригіналу за 29 травня 2016. Процитовано 19 липня 2016. Apache Cassandra is named after the Greek mythological prophet Cassandra. [...] Because of her beauty Apollo granted her the ability of prophecy. [...] When Cassandra of Troy refused Apollo, he put a curse on her so that all of her and her descendants' predictions would not be believed. [...] Cassandra is the cursed Oracle[.] [Архівовано 2016-05-29 у Wayback Machine.]
8. ↑  Релиз БД Apache Cassandra 1.0. Архів оригіналу за 23 жовтня 2011. Процитовано 18 жовтня 2011.